# Stelmocrypton khasianum
Stelmocrypton khasianum là một loài thực vật có hoa trong họ La bố ma. Loài này được (Kurz) Baill. miêu tả khoa học đầu tiên năm 1890.